# Matrimonio en la Arabia preislámica
En la Arabia preislámica, existía una variedad de prácticas matrimoniales diferentes. Los tipos de matrimonio más comunes y reconocidos en este momento consistían en: matrimonio por acuerdo, matrimonio por captura, matrimonio por mahr, matrimonio por herencia y Mutah o matrimonio temporal. [se necesita una mejor fuente]
Antes del Islam, en el mundo árabe, las mujeres no podían tomar decisiones basadas en sus propias creencias y tenían poco control sobre sus matrimonios. Nunca estuvieron sujetas a un contrato de matrimonio o custodia de menores y nunca se solicitó su consentimiento. A las mujeres rara vez se les permitía divorciarse de sus maridos y su opinión no se consideraba ni para el matrimonio ni para el divorcio. [se necesitan citaciones adicionales] Si se divorciaban, a las mujeres no se les permitía legalmente volver a utilizar su apellido de soltera. No podían poseer o heredar bienes u objetos, incluso si se enfrentaban condiciones de pobreza o condiciones de vida difíciles.

## Matrimonio por acuerdo
El primero de los cuatro matrimonios comunes citado fue el matrimonio por acuerdo.[cita requerida] Este consistía en un acuerdo entre un hombre y la familia de su futura esposa. Este matrimonio podría realizarse entre dos personas dentro de la tribu o entre dos familias de diferentes tribus.
Algunas mujeres tenían prohibido casarse fuera de su tribu y tenían que casarse con otro miembro de la citada tribu o con un extraño que aceptara vivir con la tribu.
En el caso de que involucrara a un hombre y una mujer de dos tribus diferentes, la mujer dejaría a su familia y vivir permanentemente con su esposo. Los hijos de estos matrimonios se consideraban parte de la tribu de su padre, a menos que previamente se hubiera hecho un arreglo diferente que devolviera a los hijos a la tribu de su madre.
La razón de los matrimonios intertribales era garantizar la protección y posesión de los hijos que la pareja engendraría. Las mujeres en matrimonios cuyos contrayentes pertenecían a diferentes tribus tenían más libertad y conservaban el derecho a despedir o divorciarse de sus maridos en cualquier momento. Las mujeres tenían rituales precisos que usaban para informar a sus maridos de su despido, como este: "si vivían en una tienda de campaña, le daban vuelta, de modo que si la puerta miraba hacia el este, ahora miraba hacia el oeste, y cuando el hombre veía esto , él sabía que fue despedido y no entró ".

## Matrimonio por Mahr
La tercera de las prácticas matrimoniales comunes que existían en la Arabia preislámica era matrimonio por Mahr. Esta era una práctica de matrimonio más tradicional. Estos matrimonios consistían en que el novio o el padre del novio le pagaban a la novia "Mahr", para casarse con el novio. Mahr es muy importante en el matrimonio islámico. Allah ha usado la palabra "faridah" para ello.[cita requerida] Significa algo fijo, decidido y obligatorio. [cita requerida] Es obligatorio que el marido le pague el «mahr» a su esposa a menos que expresamente y por su propia voluntad, sin ninguna presión, lo perdone o le devuelva la cantidad de dinero. Mahr le pertenece a la esposa y solo se le debe dar a ella. No es propiedad de sus padres o su tutor. Nadie puede perdonar al marido que le pague al Mahr, excepto a la propia esposa o, en caso de que no vaya con su esposo y el matrimonio termine sin consumación, entonces en esa situación su tutor también puede perdonar el mahr en su nombre. Si un esposo muere sin pagarle a su esposa el dinero, será una deuda pendiente con él y debe pagarse antes de la distribución de su herencia entre sus herederos. Ayuda a las mujeres durante el momento del divorcio.

## Matrimonio por captura
El matrimonio por captura , o "Ba'al", era una práctica preislámica de matrimonio común. La mayoría de las veces, durante los tiempos de guerra, el «matrimonio por captura» ocurría cuando las mujeres fueron tomadas cautivas por hombres de otras tribus y colocadas en el mercado de esclavos de La Meca. Desde el mercado de esclavos estas mujeres eran vendidas para el matrimonio o la esclavitud. En los matrimonios en cautiverio, los hombres compraban a sus esposas y, por lo tanto, tenían control total sobre ellas. Las mujeres en estos matrimonios no tenían libertad y estaban sujetas a seguir las órdenes de su esposo y tener hijos. Estas mujeres se convirtieron en propiedad de sus maridos y no tenían derecho a divorciarse.

## Matrimonio por herencia
El matrimonio por herencia era «una costumbre generalizada en toda Arabia, incluidas Medina y La Meca». Esta práctica implicaba la posesión de las esposas de un hombre fallecido (cuando un hombre moría, su hijo heredaba a todas sus esposas, excepto a su propia madre) que se le pasó a su hijo. En tal caso, el hijo tiene varias opciones diferentes. Podía mantenerlas como sus esposas, arreglar un matrimonio por compra para que él ingrese el dinero de lo que recibía de la dote por ellas, o simplemente podía despedirlas. En estos casos, como en la mayoría de las prácticas matrimoniales en este momento, la mujer tenía poco o ningún derecho y estaba sujeta a seguir las órdenes del heredero.

## Beena
Beena es una forma de matrimonio utilizada en la Arabia preislámica, en la que una esposa era propietaria de una tienda de campaña propia, dentro de la cual conservaba total independencia de su marido, según William Robertson Smith. El término fue sugerido por John Ferguson McLennan, quien señaló que en Ceilán, llamada actualmente Sri Lanka, cuando un esposo va a vivir en la aldea de la esposa se llama «matrimonio beena», y sugirió "beena" como un término general para este tipo de matrimonio. El sistema social por el cual una pareja vive con o cerca de la familia de la esposa es conocido por los antropólogos como matrilocalidad.